# Sunset Paradise
Sunset Paradise es una serie web australiana animada creada por Kevin y Luke Lerdwichagul. Es un spin-off de su serie web, SMG4, protagonizada por Meggy Spletzer, uno de sus personajes. La serie es producida por Glitch Productions y financiada por Screen Australia.
El episodio piloto de la primera temporada se estrenó en el canal de YouTube GLITCH el 26 de marzo de 2021. El resto de la temporada comenzó el 4 de junio, finalizando el 30 de julio de 2021.

## Sinopsis
Después de ganar el último Splatfest y mantener la promesa de Desti, a Meggy le resulta cada vez más difícil averiguar cuál será su nuevo propósito en su vida. Para darse el respiro que tanto le hace falta, se va de vacaciones a Puerto Aurora, la isla paradisíaca que alberga a los Aura Boras y que acoge a todo tipo de turistas coloridos, dejando atrás a sus queridos amigos. Desafortunadamente, la ciudad se ha visto plagada de actividades delictivas en el período previo al Festival de Fénix, que ocurre una vez cada 100 años, y lo más parecido que tiene la ciudad a una figura de autoridad es el inepto alguacil Auri Bori, con quien Meggy se hace amiga. Si quiere tener algo de paz y tranquilidad, Meggy deberá unirse a Auri para dictar la ley y hacer justicia como la nueva sheriff de Puerto Aurora, lo que provocará locas desventuras. A lo largo de su viaje, Meggy se enfrenta a criminales de los más variopintos, entre los que se encuentran una revoltosa banda de papas matonas (Spud Buds), una gata ladrona astuta pero tímida (Whisk), un malintencionado grupo de robots bailarines y un infame cerebro criminal con forma de huevo liderándolos (Benedict), pero también trata con su demonio interior, Shadow Meggy.

## Personajes

### Personajes principales
- Meggy Spletzer (interpretada por Lizzie Freeman), una Inkling convertida en humana originaria de Inkópolis que se fue de vacaciones a Puerto Aurora para averiguar qué hacer con su vida.
- Auri Bori (interpretado por Aimee Smith), un joven inepto pero bien intencionado Aura Bora que se autoproclama el sheriff de Puerto Aurora.

### Antagonistas

#### Sindicato del crimen de Benedict
- Sir Benedict Cumbersnatch (interpretado por Edwyn Tiong), el infame jefe del inframundo criminal de Puerto Aurora. Después de una confrontación en donde acaba matando al antiguo sheriff de Puerto Aurora, Aloysius Bori, Benedict es condenado a ser reducido a una forma de huevo por él, lo que lo obliga a depender de los Goonies, junto con los Spud Buds, Whisk y la Funky Fource. Quiere utilizar las cenizas de Aloysius para volver a su forma original, obtener el Huevo de Fénix para aprovechar su poder y gobernar Puerto Aurora.

- Los Spud Buds ("Papamigos", en español), una banda de papas antropomórficas que aterrorizan a Puerto Aurora y contribuyen al crimen que ocurre en la isla:
  - Yam (interpretado por Kevin Lerdwichagul), el líder de los Spud Buds.
  - Mash (Puré, en español) (interpretado por Luke Lerdwichagul), un miembro infantil aunque violento de la pandilla.
  - Duke (interpretado por Jasmine Yang), el músculo de la pandilla que también disfruta de la música.
  - Russet (interpretado por Jasmine Yang), el cerebro de la pandilla, posee una cabeza cómicamente bulbosa.
- Whisk (interpretada por Amber May), una gata ladrona antropomórfica de clase mundial que siempre está rebosante de confianza y habilidad, eso sí, cada vez que usa su máscara. Sin ella, se convierte literalmente en una gata asustadiza.

- La Funky Fource ("Superfunkies", en español) (interpretados por Anthony Sardinha), un cuarteto de superhéroes que luchan contra el crimen y aplastan el mal a través del poder de la danza... o eso dicen. En realidad, son fraudes que albergan un oscuro secreto detrás de sus actos de deshonra. Recuerdan a su quinto miembro, Joe Fresh, siempre llevando sus cenizas con ellos.
- Goonies, unos Aura Boras silenciosos y descomunalmente musculosos, y el ejército de secuaces de Benedict. Uno de ellos lleva un televisor que proyecta a Benedict (o a él, en caso de presentarse en persona).

#### Otros
- Shadow Meggy (interpretada por Lizzie Freeman), una entidad misteriosa y la contraparte oscura de Meggy Spletzer que existe en el subconsciente de Meggy, sirviendo como la manifestación de sus pensamientos y emociones negativas.
- Froy y Doy Maloy (interpretados por Anthony Sardinha), los grandes hermanos magos de Puerto Aurora, a quienes les encanta ir de estafa en estafa para llegar a la cima. También poseen un tigre como mascota como su guardia llamado Tig Tig ("Tigris Tigris", en español). Están basados en Siegfried & Roy.

### Personajes secundarios
- Mayora Bora (interpretado por Jasmine Yang), alcalde de Puerto Aurora.
- Aziz Yousi (interpretado por James Bailey), un infeliz vendedor árabe de helados en Puerto Aurora.

### Personajes recurrentes
- Chet (interpretado por Anthony Sardinha), un conserje del Hotel Aurora que siente algo por Whisk.
- Aloysius Bori (interpretado por Jason Marnocha), el antiguo sheriff de Puerto Aurora y el difunto abuelo de Auri que fue asesinado por Benedict, protegiendo su ciudad, pero no antes de maldecirlo para darle su forma actual.

## Episodios
A la fecha, la serie cuenta con una única temporada que consta de 10 episodios. Dichos episodios (salvo el piloto) llevan nombres que hacen referencia a diversas obras audiovisuales populares:
1. "Pilot"
2. "The Silence of the Yams"
3. "Reservoir Cats"
4. "Cat-sino Royale"
5. "The Funk and the Furious"
6. "Saturday Night Funkin'"
7. "What Comes Next"
8. "Mad Meggy"
9. "All Fall Down"
10. "Rebirth"